# Опажање
Опажање или перцепција је психолошки процес путем којег човек добија информације о спољашњем свету или о сопственом телу, односно путем којег настаје сазнање. Перцепција је једна од основних когнитивних функција која представља сложен и активан процес тражења, одабирања, примања, обраде, организовања и тумачења разноврсних дражи које делују на чула и нервни систем. Опажање је важан психички процес на основу којег организам непосредно упознаје важна својства појава и предмета у стварности. Опажање није просто и пасивно одражавање стварности, већ укључује повезивање чулних података са ранијим искуством, њихово категорисање и придавање значења. Опажање је процес стицања, тумачења, одабира и организације сензорних информација изазваним чулним надражајима. Различите методе проучавања перцепције се простиру од у основи биолошких или психолошких приступа, и психолошких приступа преко мисаоних експеримената у филозофији ума. Супротно: аперцепција...
Опажање је сазнање спољашње средине посредством чула; елементи тог сазнања су осет или осећај (прост чулни податак које се односи на само једну особину предмета) и опажај (знање о тим простим чулним подацима које се односи на предмет у целини). Одраслом човеку су осети дати у оквиру опажаја и само бебе имају просте, неуређене чулне податке.

## Осети
Осет је изолована информација о једној особини, а опажај је информација о једној целој особини. Опажај представља скуп осета.
Драж --> рецептор (сензитивни нерв) --> сензорна зона--> доживљај дражи (осет). Више оваквих осета чине опажај.
Врсте дражи: адекватне (оне које можемо одредити својим чулима тј. за које постоје чулни органи) и неадекватне (дражи за које се у току еволуције нису развили чулни органи). Доњи праг дражи је најмања јачина дражи која је потребна да би се имао и најмањи осећај. Диференцијални праг или праг разлике је најмања промена у стимулацији која доводи до промене у сензацији. Горњи или максимални праг је стимулација код које са сваким даљим повећањем дражења нема промене у сензацији.

## Настанак опажаја
Постоје два схватања о настанку опажаја.
- Структуралистичко - опажај је прост збир осета
- Гешталт - опажај није прост збир осета већ представља организацију дражи у опажаје.

Организација се врши по одређеним правилима:
1. Закон близине - Постоји тежња да се просторно и временски блиске дражи опажају као целине.
2. Закон симетрије - Постоји тежња да се сличне дражи организују у једну целину.
3. Закон континуитета или заједничке судбине - Група тачака на пресеку праве и криве линије не опажа као једна целина, већ као делови линија које се пресецају.

## Организација опажаја
Основа перцепције јесте организација података из чула. Те процесе проучава грана психологије звана гешталтизам. Људски мозак често мноштво објеката дели у групе, и то по разним начелима. Најпознатија су начела блискости (објекти који су ближе бит ће у једној групи), сличности (слични ће објекти творити једну групу) и затварања (мозак ће аутоматски затворити „рупе” да би перципирао познати облик).
Перцептивна константност омогућава људима да неки предмет перципирају баш као тај предмет из којег год угла и из које год удаљености га гледали (видимо јабуку, телефон, ЦД итд.). Да нема перцептивне константности, један би предмет могао бити перципиран као бесконачно много различитих предмета (особа кружи око столице и увек наново види нови предмет).

### Одвајање фигуре од позадине
У свакодневном је животу врло важно разликовати фигуру од позадине, односно знати што је објект који се гледа, а што је његова околина. Са стране је приказана слика код које је то немогуће разликовати: могуће је видети белу вазу на црној подлози или два црна лица из профила на белој позадини. Међутим, готово је немогуће видети оба истовремено (два лица између којих је ваза). Треба напоменути да је исти механизам врло чест код аудиторних подражаја, односно кад се мора разликовати говор од околне буке (види континуитет прекинутог тона).

### Перцепција дубине
Постоји више знакова помоћу којих људски мозак одређује удаљеност различитих предмета.
Бинокуларни су знакови они који у својој основи имају чињеницу да људи поседују два ока. Основа тродимензионалног вида јесте различитост слика на мрежњачи (види стереоскопија). Због различитог положаја људских очију, свако око гледа свет из другог угла, те се на мрежњачи стварају две различите слике. Мозак из тих података „схвати” који су објекти ближе а који даље, те људи перципирају свет тродимензионално. Осим различитости слика на мрежњачи, мозак за перципирање дубине користи и конвергенцију очију. Кад се гледа у неки предмет, оба су ока усмерена у исту тачку. Што је предмет ближе, очи гледају више унакрсно, односно примакнуте су ближе једна другом.
Монокуларни знакови су они помоћу којих се може перципирати дубина и кад се зажмири на једно око. Један од начина јесте успоређивање релативне величине разних објеката те закључивање уз помоћ искуства. Ако се види кућа крај планине која је привидно исте величине као и кућа, закључиће се да је планина врло далеко, јер се из искуства зна да је немогуће да планина буде тако мала, или да кућа буде тако велика. Ако један објект прекрива други, зна се да је он испред, односно да је врло мала вероватноћа да је онај други објект на неки начин одрезан баш тако да се кроз тај део види онај први објект. На слици са стране се види Диону како прекрива Реју.
Линеарна перспектива користи привидно спајање паралелних праваца у једној тачки у даљини (види погрешне перцепције величине и облика). Промене вида код кретања проматрача. Кад се проматрач гледајући у неке удаљене статичне објекте креће, угао између њих се мења те проматрач може да схватити однос између објеката.
Атмосферска перспектива - врло удаљени предмети су често (зависно о атмосферских прилика) замућени и плавкасти. Мозак то користи како би лакше установио удаљеност предмета. И ту се претежно ради о искуству.

## Перцептивне варке
Перцептивне варке (или илузије) су „криво” перципиране појаве које често могу бити збуњујуће. Најчешће су оптичке илузије, али је разлика у томе што оптичке варке укључују само појаве које перципирају очи, а перцептивне укључују све појаве које перципирамо (на било који начин). Неке су перцептивне варке узроковане несавршеношћу наших чула (тромост ока, на пример), а неке радом нашег мозга.

## Чула
Чула су делови организма који снимају и спроводе одређени тип информација  до неког центра у мозгу. Дуго се сматрало да постоји само пет чула (вид, слух, мирис, укус и додир). Ова Аристотелова подела се односи само на спољашња чула. Само у кожи постоје рецептори за четири чула: додир, бол, топло и хладно. Постоји и чуло које човеку говори о осетљивости његових унутрашњих органа (ценестезија) и оних за кинестетику/покрете (кинестезија), за равнотежу... Може се рећи да у организму постоји најмање 11 различитих чула.
Чула се састоје од рецептора, односно од ћелија које примају информације, сензорних нерава (нервних ћелија које спроводе информацију до мозга) у коме се информације даље обрађују. Информације које рецептори региструју су промене у свету око човека или у човеку, које се називају дражи. Дражи су било које промене које активирају рецепторе. Промене у нерву коју драж изазове се назива надражај.
Током еволуције, људска чула су се специјализовала за дражи које се зову адекватне дражи. Адекватна драж вида је светлост. Уколико се човек удари по оку, видеће светалце, што је резултат механичке, која је у овом случају неадекватна драж. Неке адекватне дражи се не региструју. Такве дражи нису довољно јаке да би активирале рецепторе и оне су испод доњег прага. Када нека драж пређе горњи праг и превише се појача, такође ће престати да се опажа.

## Чула у кожи
Један део чула налази се у кожи и то су чуло додира, бола, за топло и хладно. Ова четири чула имају различите рецепторе и различити делови коже "снимају" ове информације, па се због тога на једном делу коже не осећа хладно, а на другом бол.
Функција додира јесте да сакупи информације о предметима које човек хвата, да ли је предмет оштар, гладак... Друга и веома важна функција јесте да се испољава у социјалним односима. Човеку прија загрљај, додир драге особе, кућног љубимца... Рецептори који реагују на промене у температури говоре човеку о топлоти и хладноћи. Ови рецептори реагују на то да ли је нека драж топлија или хладнија од тренутне температуре неког дела коже, који се зове физиолошка нула. Једна група рецептора реагује на јака дражења или на повреду ткива и обавештава човека о болу. Функција бола јесте да човека обавести о потенцијалном већем оштећењу или о самом оштећењу ткива. Функција бола је опстанак и здравље човека.

## Чуло кинестетике и равнотеже
Захваљујући томе што у сваком делу тела постоји неки рецептор који шаље информацију центру у мозгу, човек зна где му се сваки део тела налази. Ти рецептори се налазе у мишићима и тетивама и шаљу кинестетске информације, односно обавештавају нас о покрету и положају, пре свега руку и ногу.
Једна група рецептора се налази поред чула слуха и извештава човека о положају читавог тела, односно о равнотежи и покретима целог тела. Ово чуло се назива вестибуларни систем.

## Чуло мириса и укуса
Мирис и укус имају заједничку функцију и то је анализа хране. Ова чула су важна за опстанак, да случајно човек не би појео нешто покварено или отровно. Основних укуса има пет: кисело, слано, горко, слатко и умами. Умами је укус сличан укусу печења. Сви остали укуси су комбинација основних. Осећај љутог јесте заправо иритација чула, односно прејако дражење свих рецептора укуса, због чега га прате осећаји пецкања, а понекад и бола.

## Опажање у филозофији

### Августин
Августин наводи пример весла у води, које изгледа поломљено, и које скептици користе као аргумент да нас чула варају. Он, напротив, каже да пука појава сломљеног весла није варка, јер „када би ми оно изгледало право, онда са мојим очима нешто не би било у реду.” Августин сматра да нас чула нити лажу нити обмањују, иако ми можемо да се преваримо у просуђивању да ствари постоје објективно на исти начин на који се појављују.

### Декарт
Рене Декарт започињући критику свога досадашњег знања, каже:
Што год сам досад примио као најистинитије, примио сам од чула или чулима; открио сам међутим да она покаткад варају, а разборитост налаже да се никада у целости не поуздајемо у оне који нас макар и само једном преварише.— Рене Декарт

### Беркли
Према Берклију, опажање у свести заправо даје постојање стварима:
И поред бескрајне разноврсности идеја или објеката сазнања постоји и нешто што их сазнаје или опажа и што на њима врши различите операције, као што су хтење, замишљање, запамћивање, итд. Ово опажајуће, активно биће је оно што ја називам умом, духом, душом или својим ја. Тим речима ја не означавам ниједну од својих идеја, већ нешто потпуно различито од њих, нешто у чему оне постоје или, што је исто, чиме су оне опажене; јер, постојање једне идеје састоји се у томе да је опажена.‍:стр. 36–47— Џорџ Беркли
Он даље тврди да ствари не могу постојати изван ума, тврдећи да је бити немислећих ствари опаженост:
За сто на коме пишем ја кажем да постоји; другим речима, ја га видим и осећам: и када би био изван своје радне собе рекао би да постоји – мислећи тиме да када бих био у радној соби могао бих да га опазим или да га неки други дух сада заиста опажа. Неки се мирис ширио, то јест, ми смо га осетили; неки је звук одјекнуо, то јест, ми смо нешто чули; нешто је било обојено или уобличено и то смо опазили видом или додиром. То је све што ја могу да разумем под овим и сличним изразима. Јер, потпуно ми је неразумљиво оно што се говори о апсолутном постојању немислећих ствари, без обзира да ли су опажене или не.... оне ни на који начин не би могле постојати изван ума.‍:стр. 36–47— Џорџ Беркли
Џорџ Беркли, попут других филозофа, увиђа да нам чула дају знање једино о нашим осећајима, идејама или опажајима, али нас не обавештавају о постојању неопажених ствари изван свести. Дакле, ако имамо било какво знање о спољним стварима њега нам мора дати разум. Али, за разлику од других филозофа, Беркли не види разлог да верујемо у постојање тела изван свести. Јер, не постоји нека нужна веза између претпоставке спољних тела и наших идеја.‍:стр. 48–50 Оно што се дешава у сновима, бунилу и слично, неоспорно потврђује да је могуће да будемо под утицајем идејама без икаквих спољашњих тела. Отуда је очигледно да претпоставка о спољашњим телима није неопходна за њихов настанак.‍:стр. 48–50 Међутим, има разлике између чулних идеја и идеја маште. Чулне идеје су јаче, живље и разговетније. Оне, такође, поседују постојаност, ред и повезаност и нису изазване насумце, већ у правилним низовима или серијама, „чији изванредан спој довољно сведочи о мудрости и благонаклоности њиховог творца”.‍:стр. 55

### Хјум
Филозоф Давид Хјум је закључио да мнење о трајном и засебном постојању предмета не подстиче искључиво од опажаја, који су раздвојени и испрекидани, већ ум то замишља на основу постојаности њихове појаве.

### Кант
Кант сматра да када се од опажаја одвоји све што му разум и осећај придодају, ипак остају просторност и облик, који припадају „чистом опажају” и налазе се у души а приори.‍:стр. 62 Према Канту, као принципи сазнања а приори постоје две форме чулног опажања, простор и време.‍:стр. 63
Простор је нужна представа априори која чини основ свих спољашњих опажаја. Никада се не може створити представа о томе да не постоји простор, премда се сасвим лепо може замислити да се у њему не налазе никакви предмети.‍:стр. 64— Кант, Критика чистог ума
Кант закључује да је простор форма свих појава спољашњих чула, субјективни услов чулности под којим нам је опажање једино могуће.‍:стр. 672 Он напомиње да о простору можемо говорити само с гледишта човека, јер не можемо судити јесу ли опажаји других мислећих бића везани за исте услове који ограничавају наше опажање.‍:стр. 68 Нама заправо нису познати предмети по себи, и све што називамо спољашњим предметима јесу само представе наших чула, чија је форма простор.‍:стр. 70 Сваки наш опажај није друго до представа о појави.‍:стр. 79